# Tyrannosauridae
Tyrannosauridae (însemnând „șopârle tiraniene”) este o familie de dinozauri teropode coelurosaurieni care cuprinde două subfamilii conținând până la treisprezece genuri, inclusiv Tyrannosaurus.  Numărul exact de genuri este controversat, unii experți recunoscând doar trei. Toate aceste animale au trăit aproape de sfârșitul perioadei Cretacice și fosilele lor au fost găsite doar în America de Nord, Europa și Asia.
Deși descind din strămoși mai mici, tiranosauridele au fost aproape întotdeauna cei mai mari prădători din ecosistemele lor, situându-se astfel în vârful lanțului trofic. Cea mai mare specie a fost Tyrannosaurus rex, unul dintre cei mai mari și masivi prădători de uscat cunoscuți, care a măsurat peste 12,3 metri lungime  și, conform celor mai moderne estimări, cântărea între 8,4 tone și 14 tone. Tiranosauridele erau carnivore bipede cu cranii masive și dinți mari. În ciuda dimensiunilor mari, picioarele erau lungi și adaptate la o mișcare rapidă. În schimb, brațele lor erau foarte mici și aveau doar două degete funcționale.
Spre deosebire de majoritatea celorlalte grupuri de dinozauri, au fost descoperite resturi foarte complete pentru cei mai cunoscuți tiranosaurizi. Acest lucru a permis o varietate de cercetări asupra biologiei lor. Studiile științifice au evidențiat, printre altele, ontogenia, biomecanica și modul lor de viață.

## Descriere
Toate tiranosauridele erau animale mari, nici o specie nu cântărea sub 1 tonă. Cel mai mic exemplar cunoscut este un Alioramus cu o lungime estimată între 5 și 6 metri,  deși unii experți consideră că este un tânăr. Diferite schelete de Albertosaurus, Gorgosaurus și Daspletosaurus au între 8 și 10 metri lungime, în timp ce Tarbosaurus  a atins lungimi de 12 metri. Masivul Tyrannosaurus atingea lungimi de aproximativ 13 metri  pentru exemplarele mai mari.

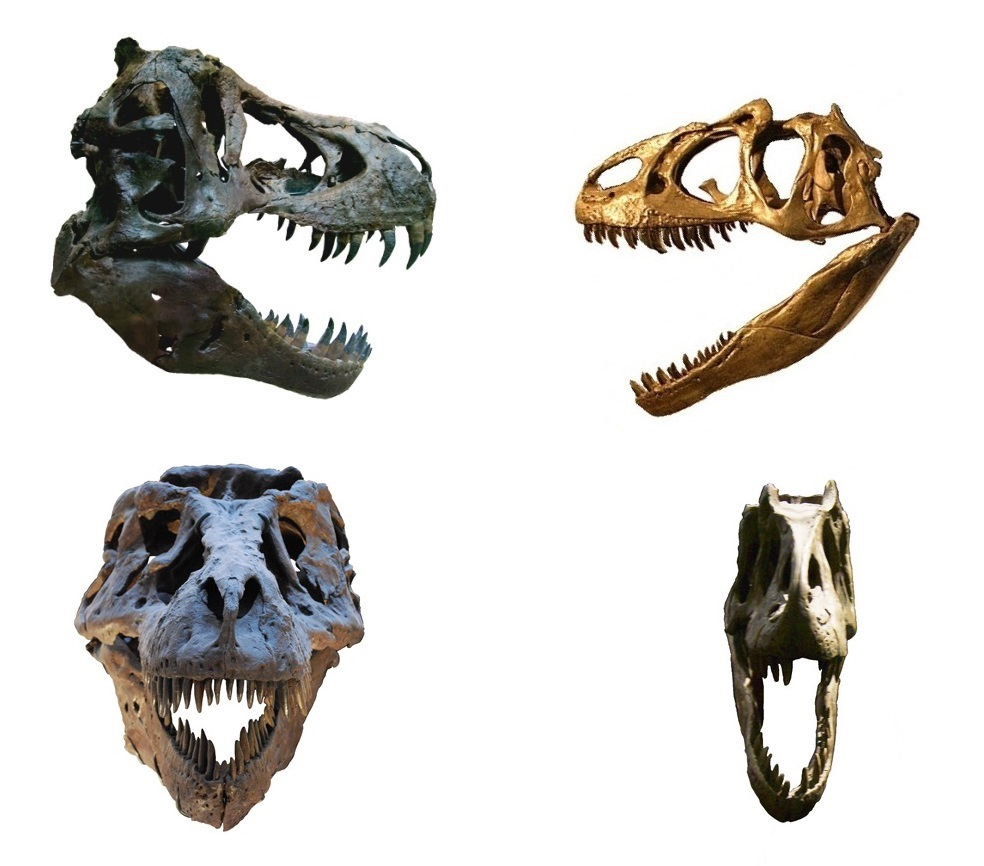
Cranii de Tyrannosaurid (T. rex) și allosauroid (Allosaurus fragilis).

Anatomia craniului tiranosaurid este bine înțeleasă, deoarece au fost descoperite cranii complete pentru toate genurile, mai puțin pentru Alioramus, care este cunoscut doar din rămășițe parțiale ale craniului. Tyrannosaurus, Tarbosaurus și Daspletosaurus aveau cranii care depășeau 1 metru lungime. Tiranozauridele adulte aveau cranii înalte, masive, cu multe oase sudate între ele și întărite pentru rezistență, dar existau și cavități în oase și multe deschideri mari (fenestrae) care contribuiau la reducerea greutății craniului. Multe caracteristici ale craniilor tiranosauride au fost găsite și la strămoșii lor imediați, inclusiv prezența oaselor premaxilare înalte și oasele nazale sudate.
Craniile tiranosauride aveau multe caracteristici unice, cum ar fi prezența unei creste proeminente pe oasele parietale care erau sudate, o creastă care se desfășura longitudinal de-a lungul suturii sagitale și separa cele două fenestrae supratemporale de pe partea superioară a craniului. În spatele acestor fenestrae, tiranozauridele aveau o altă creastă înaltă, dar orientată în plan transversal, mai degrabă decât în plan longitudinal. Această creastă a fost deosebit de bine dezvoltată la Tyrannosaurus, Tarbosaurus și Alioramus.

Albertosaurus, Daspletosaurus și Gorgosaurus aveau creste înalte în fața ochilor pe oasele lacrimale, în timp ce Tarbosaurus și Tyrannosaurus aveau oase postorbitale foarte dezvoltate formând creste osoase foarte groase în formă de semilună deasupra ochilor. Alioramus avea un rând de șase creste osoase deasupra botului, la nivelul osului nazal; creste pe partea inferioară a capului  au fost raportate la unele exemplare de Daspletosaurus și Tarbosaurus, precum și la tiranosauroidul primitiv  Appalachiosaurus.
Craniul era așezat la capătul unui gât gros, în formă de S, și aveau o coadă lungă, grea, care acționa ca o contrapondere pentru a echilibra capul și torsul, punând centrul de greutate la șolduri. Tiranosauridele sunt cunoscute pentru membrele anterioare scurte terminate cu două degete, deși uneori s-au găsit resturi ale unui al treilea deget. Tarbosaurus a avut cele mai scurte membre anterioare în comparație cu dimensiunea corpului său,  în timp ce Daspletosaurus a avut cele mai lungi.
Tiranosauridele mergeau exclusiv pe membrele posterioare, astfel încât oasele picioarelor erau masive. Spre deosebire de cele anterioare, membrele posterioare erau mai lungi în comparație cu dimensiunea corpului decât aproape la orice alt teropod. Tinerii și chiar unii adulți mai mici, precum tiranozauroizii primitivi, aveau tibia mai lungă decât femurul, o caracteristică a dinozaurilor are mergeau rapid, ca Ornithomimosauria. Adulții mai mari aveau  membrele inferioare caracteristice animalelor mai lente, dar nu la fel de mult ca la alte teropode mari, cum ar fi Abelisauridae sau Carnosauria. Tyrannosauridae au avut al treilea metatarsial cuprins între al doilea și al patrulea, constituind o structură cunoscută sub numele de arctometatarsus.  Nu se știe când au apărut aceste arctometatarsus. Nu au fost prezente la tiranosauridele primitive ca Dilong, dar au fost găsite la ultimul Appalachiosaurus. Această structură se găsește și la Troodontidae, Ornithomimosauria și Caenagnathidae, dar absența sa la Tyrannosauroidea primitivă indică că a fost dobândită de o evoluție convergentă.

## Istoria descoperirii

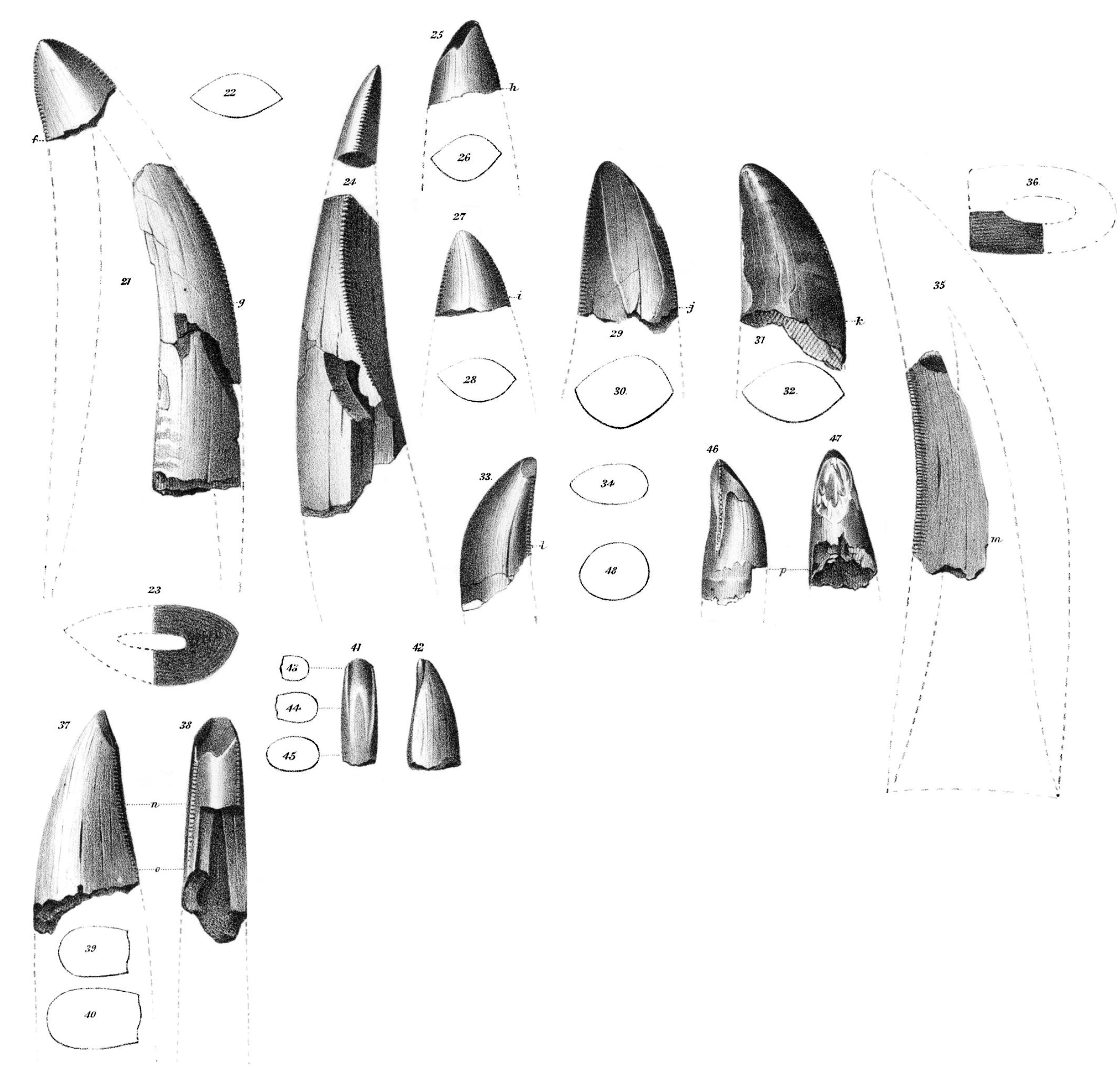
Dinți de Deinodon, primele resturi descoperite de Tyrannosauridae

Primele rămășițe de tiranozauride au fost descoperite în timpul expedițiilor conduse de Studiul Geologic al Canadei, care a găsit numeroși dinți împrăștiați. Joseph Leidy a dat numele de Deinodon („dinte groaznic”) acestor dinți de dinozaur în 1856. Primele exemplare de bună calitate de Tyrannosauridae au fost găsite în formația Horseshoe Canyon din Alberta și au constat din cranii aproape complete și părți ale scheletelor. Aceste rămășițe au fost studiate pentru prima dată de Edward Drinker Cope în 1876, care le-a considerat o specie a tiranosauroidului Dryptosaurus. În 1905, Henry Fairfield Osborn a recunoscut că rămășițele găsite în Alberta erau foarte diferite de cele ale Dryptosaurus și a inventat un nou nume pentru ei: Albertosaurus sarcophagus  („șopârlă din Alberta care mănâncă carne”). Cope a descris mai multe rămășițe de Tyrannosauridae în 1892, și i-a dat acestui animal numele de Manospondylus gigas. Această descoperire a fost neglijată mai bine de un secol și a provocat controverse la începutul anilor 2000, când s-a descoperit că acest material aparținea de fapt lui Tyrannosaurus rex.

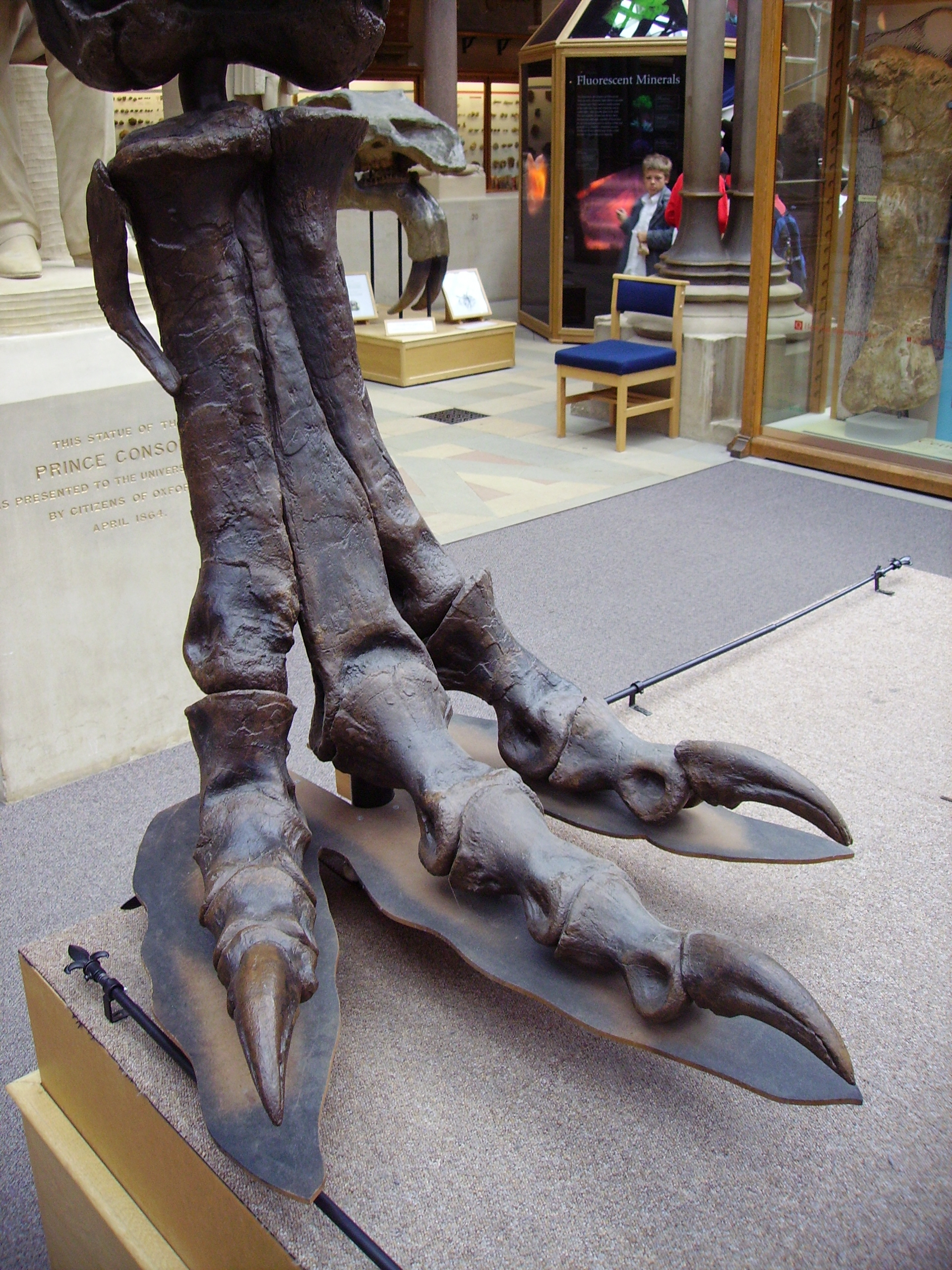
Piciorul drept de Tyrannosaurus

Într-un articol din 1905, intitulat Albertosaurus, Osborn a descris încă două exemplare de Tyrannosauridae care au fost găsite în Montana și Wyoming în timpul unei expediții în 1902 a Muzeului American de Istorie Naturală. Initial, Osborn le-a considerat ca specii distincte. El l-a numit pe primul Dynamosaurus imperiosus și pe al doilea  Tyrannosaurus rex. Un an mai târziu, Osborn a recunoscut că aceste două exemplare proveneau de fapt din aceeași specie. În ciuda faptului că Dynamosaurus a fost găsit mai întâi, numele Tyrannosaurus a apărut cu o pagină mai înainte în articolul original care descrie ambele exemplare. Prin urmare, în conformitate cu Codul Internațional de Nomenclatură Zoologică (ICZN), numele utilizat a fost Tyrannosaurus.
Paleontologul american Barnum Brown a continuat să colecteze  mai multe exemplare tiranosauride din Alberta, inclusiv primul care încă mai păstra membrele anterioare scurte, cu două degete caracteristice grupului (pe care paleontologul canadian Lawrence Lambe l-a numit în 1914 Gorgosaurus libratus). O a doua descoperire semnificativă atribuită Gorgosaurus a fost făcută în 1942, sub forma unui craniu complet bine păstrat, deși neobișnuit de mic. Exemplarul a așteptat până după terminarea  celui de-al Doilea Război Mondial pentru a fi studiat de paleontologul american Charles W. Gilmore, care l-a numit Gorgosaurus lancesnis.Acest craniu a fost re-studiat de Robert T. Bakker, Phil Currie și Michael Williams în 1988 și atribuit noului gen Nanotyrannus. În 1946, paleontologii din Uniunea Sovietică au început expedițiile în Mongolia și au descoperit primele rămășițe de tiranosaur din Asia. Evgeny Maleev a descris în 1955 noi specii mongole de Tyrannosaurus și Gorgosaurus și un nou gen: Tarbosaurus („șopârlă terifiantă”). Totuși, studiile ulterioare au arătat că toate speciile de tiranosaur ale lui Maleev erau de fapt o specie de Tarbosaurus în diferite etape de creștere. O a doua specie de tiranosaurid mongol a fost găsită mai târziu, descrisă de Sergei Kurzanov în 1976 și a primit numele de Alioramus remotus („altă ramură îndepărtată”), deși statutul său de adevărat tiranosaurid și nu un tiranosaur mai primitiv este încă controversat.

## Ditribuție

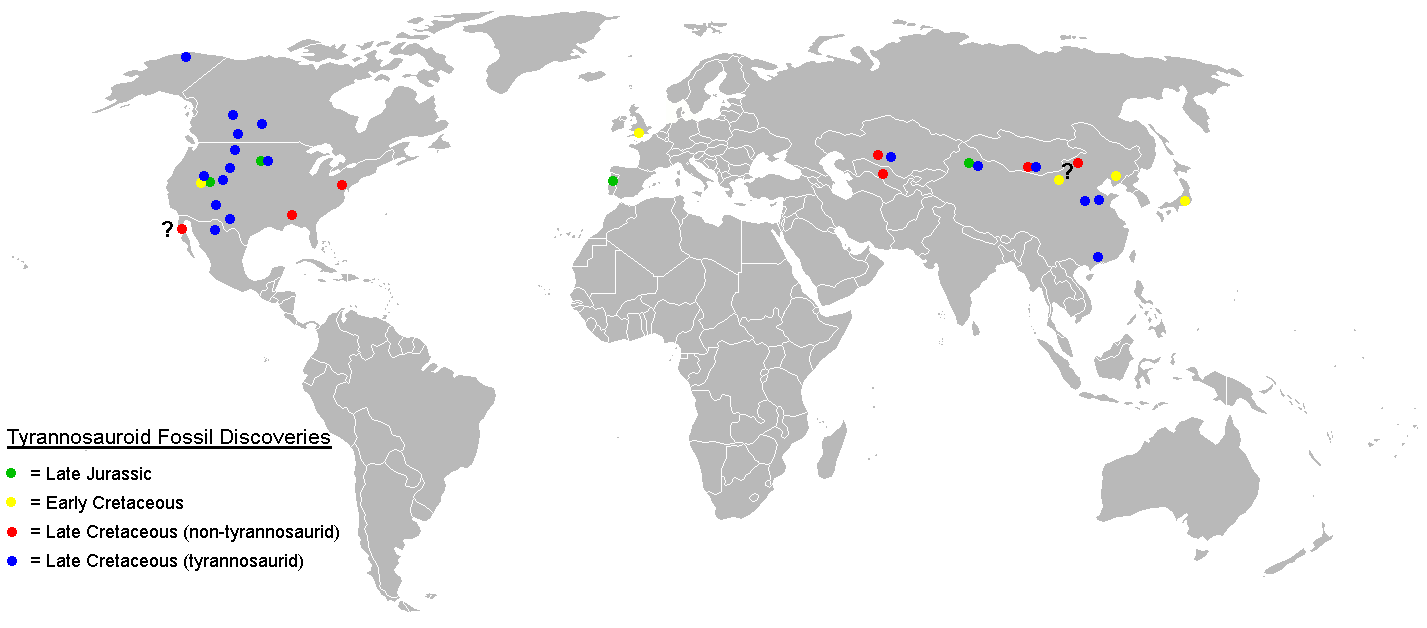
În timp ce tiranosauroizii primitivi s-au găsit pe cele trei continente ale emisferei nordice, și probabil în Australia, fosilele tiranosauride (puncte albastre) sunt cunoscute doar din America de Nord și Asia.

În timp ce tiranosauroizii primitivi s-au găsit pe cele trei continente ale emisferei nordice, și probabil în Australia, fosilele tiranosauride (puncte albastre) sunt cunoscute doar din America de Nord și Asia. Uneori, rămășițe fragmentare descoperite în emisfera sudică au fost raportate ca „tiranosauride din emisfera sudică”, deși acestea se pare că au fost confundate cu fosile de abelisaurid. Data exactă a apariției și locul de origine al familiei rămân necunoscute din cauza calității slabe a fosilelor găsite pe cele două continente și care datează de la mijlocul Cretacicului, chiar dacă știm că primele Tyrannosauridae au trăit la începutul Campanianului în vestul Americii de Nord.
Resturi de tiranosauride nu au fost niciodată recuperate din estul Americii de Nord, în timp ce mai multe tiranosauroide primitive, cum ar fi Dryptosaurus și Appalachiosaurus, au persistat acolo până la sfârșitul Cretacicului, ceea ce indică faptul că tiranosauridele trebuie să fi evoluat sau să se fi dispersat în vestul Americii de Nord, după divizarea continentul în timpul Cretacicului mijlociu. Au fost găsite fosile de tiranosauride în Alaska, care la acea vreme lega Asia de Est cu America de Vest. În analiza cladistică se constată că Alioramus și Tarbosaurus sunt înrudite, formând o ramură asiatică unică a familiei. Acest lucru a fost ulterior respins odată cu descoperirea Qianzhousaurus și cu descrierea familiei de tiranosaur Alioramini. Dinti de tiranosauride dintr-o specie mare de soi necunoscut au fost descoperite în Peninsula Nagasaki de către cercetătorii de la Muzeul dinozaurilor din Prefectura Fukui, extinzând în continuare registrul grupului. Dintii au fost estimați la o vechime de 81 de milioane de ani (Campanian).

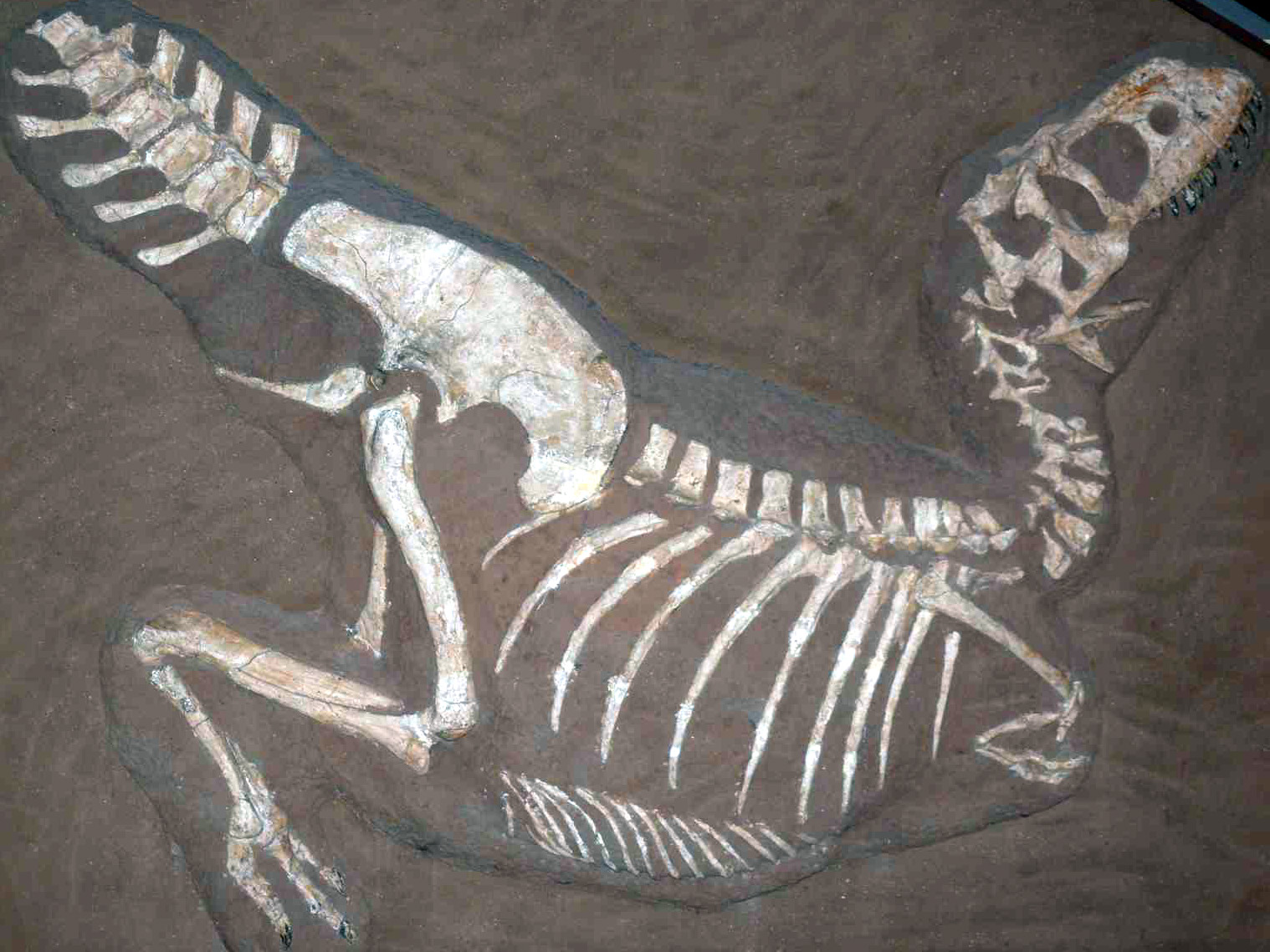
Schelet de Tarbosaurus bataar, un tiranosaurid din Asia

Dintre cele două subfamilii, Tyrannosaurinae par să fi fost mai răspândite. Albertosaurinae sunt necunoscute în Asia, care a fost casa anumitor tiranosaurine, cum ar fi Tarbosaurus și Zhuchengtyrannus, și Qianzhousaurus și Alioramus din Alioramini. Cele două subfamilii au fost prezente în etapa Campanian și la începutul Maastrichtian din America de Nord, tiranosauridul Daspletosaurus trăind în tot vestul interior, în timp ce albertosaurinele Albertosaurus și Gorgosaurus sunt cunoscute în prezent doar din partea de nord-vest a continentului.
Până la sfârșitul Maastrichtianului, albertosaurinele par să fi dispărut, în timp ce tiranosaurinele Tyrannosaurus traversau din Saskatchewan în Texas. Această tendință se regăsește și la alți taxoni de  dinozauri din America de Nord. În timpul Campnianului și la începutul Maastrichtianului subfamiliile Lambeosaurinae (familia Hadrosauridae) și Centrosaurinae (superfamilia Ceratopsia) erau comune în nord-vest, în timp ce Hadrosauridae și Ceratopsidae erau mai abundente în sud. Până la sfârșitul Cretacicului, centrosaurinele sunt necunoscute, iar lambeosaurinele sunt rare, în timp ce hadrosaurinele și chasmosaurinele erau comune în regiunea vestică. Un studiu publicat în revista Scientific Reports din 2 februarie 2016 de Steve Brusatte, Thomas Carr și colab. indică faptul că în timpul Maastrichtianului târziu, Tyrannosaurus însuși ar fi putut fi parțial responsabil pentru extincția celorlalte tiranosauride din cea mai mare parte a vestului Americii de Nord. Studiul indică faptul că Tyrannosaurus ar fi putut fi un imigrant din Asia, care a evoluat în America de Nord (posibil un descendent al rudei Tarbosaurus) și a înlăturat alte tiranosauride.